# Людмила Андонова
Людмила Грудева Андонова, известна и с моминското си фамилно име Жечева, е българска лекоатлетка, която се състезава в дисциплината висок скок.
Родена е на 6 май 1960 г. в Новочеркаск, днешна Русия. Баща ѝ Груди е инженер, който е командирован за няколко години в Ростовска област и живее там със семейството си. След завръщането на нейната фамилия в България, малката Людмила първоначално тренира спортна гимнастика в Стара Загора при Димитър и Анна Димитрови, но заради високия ѝ ръст скоро е принудена да прекрати занимаванията си. След като тя става толкова висока, че вече не може да играе на успоредката, треньорите ѝ я насочват към високия скок.
С леката атлетика тя започва в средата на 70-те години. Постепенно напредва и през 1981 г. печели първото си злато от международно състезание – Балканските игри в Сараево. По това време Жечева тренира под ръководството на треньора Христо Цонов. През 1981 г. тя сключва граждански брак с българския десетобоец Атанас Андонов и приема фамилията на съпруга си. 
След първото си майчинство Андонова достига върхова спортна форма през лятото на 1984 г. и е фаворит за спечелване на титлата на олимпиадата в Лос Анджелис през 1984 г., но не участва поради бойкота на игрите от страна на източния блок. Въпреки това става шампионка на алтернативните игри „Дружба-1984“ на 18 август 1984 г. в Москва с резултат 1,96 м.
Най-големият успех на Людмила Андонова е на 20 юли 1984 г., когато на стадион „Фридрих Лудвиг Ян“ в Източен Берлин поставя световен рекорд 2,07 м на висок скок, който я нарежда на четвърто място във вечната ранглиста на тази дисциплина. Това заедно със златния медал от алтернативната олимпиада преди 1 месец ѝ донася през 1984 година заслужения приз Спортист на годината на България и Спортист на Балканите.
През 1985 година е уличена в използване на допинг – амфетамин и е наказана. 
На олимпийските игри в Сеул през 1988 се класира на пето място с резултат 1,93 м, което се оказва последното върхово постижение на лекоатлетката. На олимпийските игри в Барселона през 1992 тя не успява да премина квалификацията като записва резултат от 1,88 м.
Людмила и Атанас Андонови имат две деца и от края на 90-те години семейството живее в САЩ.

## Успехи
- Сребърен медал на Универсиадата в Букурещ през 1981 година [3]
- Шесто място на европейския шампионат в Атина през 1981 година
- Двукратна шампионка на Балкански игри: през 1981 и 1984 година [4]
- Седемкратна шампионка на България: 1981, 1982, 1984, 1992 – на открито, 1979, 1982, 1992 – в зала.